# Prinses Diana-herdenkingsfontein

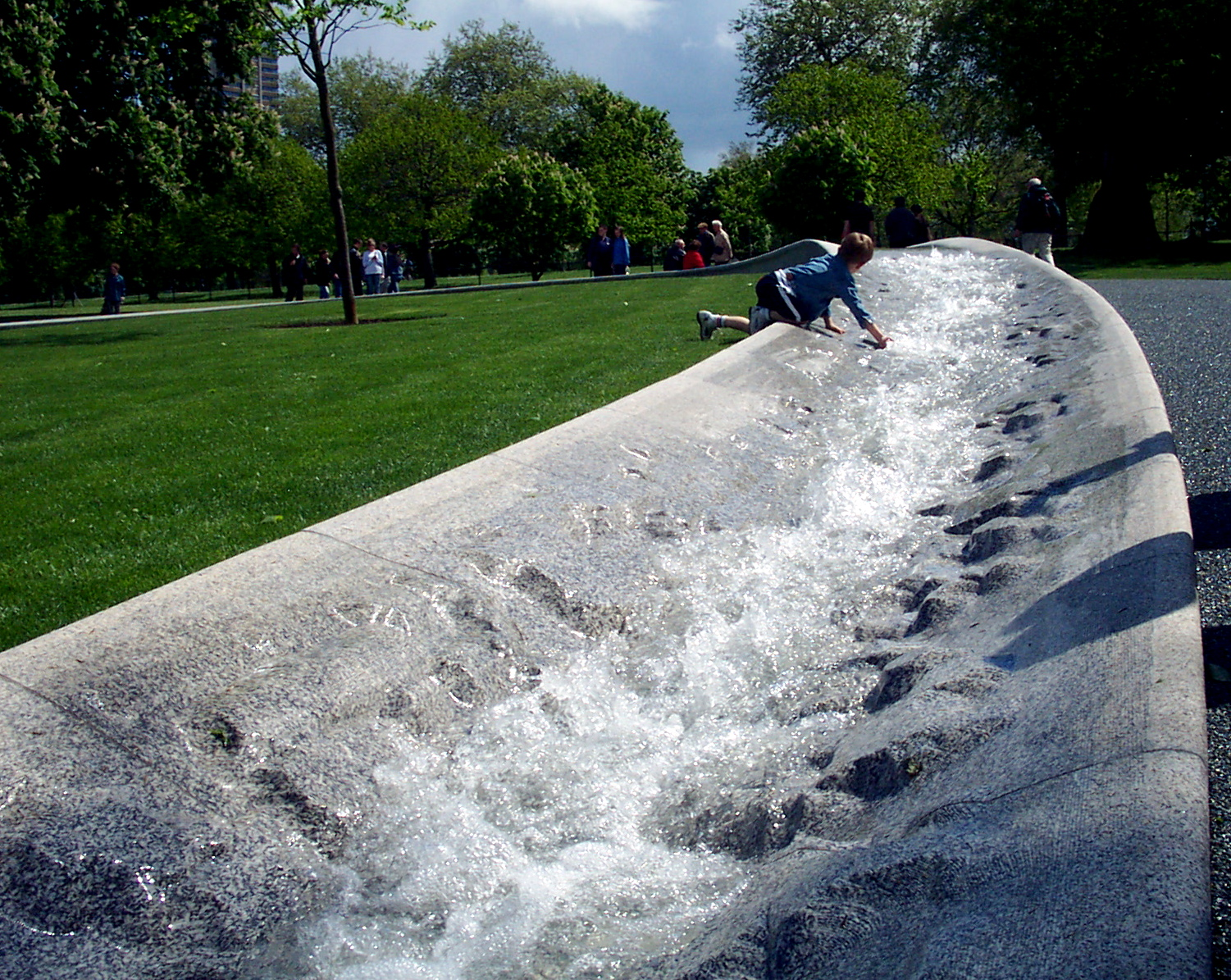
Deel van het monument, met stromend water.

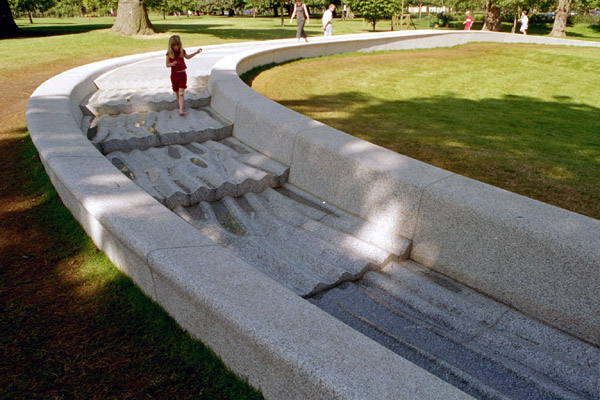
Gedeelte van de stroomgleuf, zonder water.

De Prinses Diana-herdenkingsfontein (Engels: Diana, Princess of Wales Memorial Fountain) is een monument ter nagedachtenis aan Prinses Diana van Wales. De fontein ligt in de zuidwest gelegen hoek van het Hyde Park in Londen. De hoeksteen werd gelegd in september 2003 en het monument werd geopend op 6 juli 2004 door koningin Elizabeth II.
De fontein is ontworpen door Kathryn Gustafson, een Amerikaans landschapontwerper, en kostte 3,5 miljoen pond. De 545 aparte stukken van Cornisch graniet werden gesneden met behulp van een computeraangestuurde snijmachine, door S McConnell en Zn. uit Kilkeel, Noord-Ierland.
Hoewel het monument wordt beschreven als een stenen, ovale fontein, heeft het de vorm van een groot, ovaal stroombed van 50 bij 80 meter, dat wordt omringd door een groot grasveld. Binnen de ovaal ligt eveneens een uitgestrekt stuk gras. Het granieten stroombed is tussen de 3 en 6 meter breed, redelijk ondiep en geplaatst op een licht hellend deel van het park, zodat het water dat naar boven wordt gepompt, langs beide kanten omlaag stroomt. De ene kant daalt tamelijk snel, maar met zachte dalingen naar het einde. De andere kant heeft veel afstapjes, ribbels, bochten en andere vormen waardoor het water op een aparte manier naar het lager gelegen meertje stroomt. De twee kanten moeten de twee kanten van Diana's leven voorstellen, zowel de gelukkige tijden als de beroerdste.
De bedoeling van de fontein was ook om Diana's karakter, dat van een vriendelijk en toegankelijk persoon, over te brengen aan het publiek. Het was dus toegestaan om bij de fontein te komen, deze aan te raken en van het stromende water te genieten. Toch werd kort na de opening, na drie ziekenhuisopnames van mensen die waren uitgegleden in het water, besloten om de fontein te sluiten. In augustus 2004 heropende het monument, nu omgeven door een hekwerk. Daarnaast lopen er toezichthouders rond om te vermijden dat het publiek over het monument loopt. Het is nog wel toegestaan om aan de rand van het monument te gaan zitten en je voeten te verfrissen.

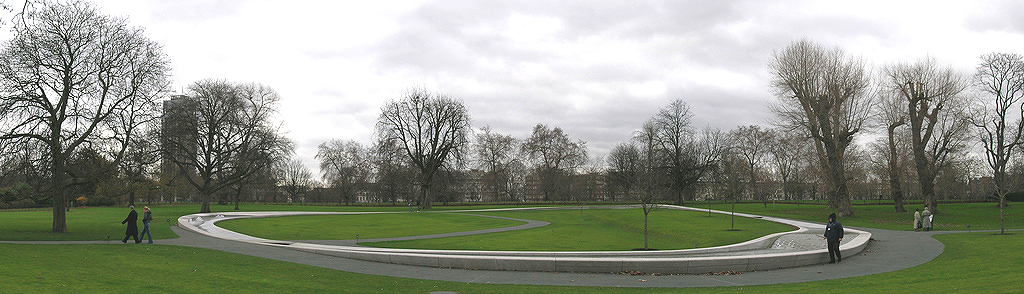
Zicht op het hele monument.